# Thoracotremata
Thoracotremata é um clado de caranguejos que agrupa as espécies nas quais as aberturas genitais de ambos os sexos estão localizadas no esterno, e não nas patas. O agrupamento inclui 17 famílias em quatro superfamílias.

## Taxonomia
O clado Thoracotremata inclui as seguintes superfamílias e famílias:
| - Superfamília Ocypodoidea - Camptandriidae - Dotillidae - Heloeciidae - Macrophthalmidae - Mictyridae - Ocypodidae - Ucididae - Xenophthalmidae - Superfamília Pinnotheroidea - Pinnotheridae | - Superfamília Cryptochiroidea - Cryptochiridae - Superfamília Grapsoidea - Gecarcinidae - Glyptograpsidae - Grapsidae - Plagusiidae - Sesarmidae - Varunidae - Xenograpsidae |

## Referêncis
1. ↑  Sammy De Grave, N. Dean Pentcheff, Shane T. Ahyong;  et al. (2009). «A classification of living and fossil genera of decapod crustaceans» (PDF). Raffles Bulletin of Zoology. Suppl. 21: 1–109